# Kurtzenhouse
Kurtzenhouse é uma comuna francesa na região administrativa de Grande Leste, no departamento Baixo Reno. Estende-se por uma área de 3,58 km². Em 2010 a comuna tinha 1 064 habitantes (densidade: 297,2 hab./km²).